# Аліса Орловскі
Аліса Орловскі (нім. Alice Orlowski; 30 вересня 1903, Берлін — 1976, Дюссельдорф) — наглядачка декількох концтаборів Третього Рейху на території окупованої Польщі. Засуджена як військовий злочинець.

## Біографія
У 1941 році Орловскі початку навчання на посаду наглядача в концентраційному таборі Равенсбрюк. У жовтні 1942 року вона була обрана однією з наглядачок в таборі смерті Майданек біля Любліна. Там вона разом з Герміною Браунштайнер стали одними з найжорстокіших наглядачок. Вони регулярно заповнювали вантажівки жінками для відправки в газові камери. Відомий випадок, коли вони кинули забуту дитину у вантажівку, як багаж. Також Орловскі часто брала нові партії прибулих жінок-полонянок, вкрай жорстоко поводилась з усіма в'язнями. У Майданеку Аліса отримала підвищення до начальниці сортувальних пунктів. Орловскі тримала під наглядом понад 100 жінок, які сортували відібрані у бранців годинник, хутра, пальто, золото, коштовності, гроші, іграшки, окуляри тощо. Коли табір евакуювали, Орловскі була направлена в концтабір Плашув, поблизу Кракова. Там Аліса відрізнялася особливою жорстокістю: била в'язнів батогом по обличчю всього лише за необережно сказане слово. Комендант табору Амон Гет доручив Алісі на зберігання документи, що стосуються розстрілів в таборі. На початку січня 1945 року Орловскі разом з іншими членами свити СС була відправлена в концтабір Аушвіц ІІ Біркенау, супроводжуючи в'язнів, що йдуть «маршем смерті». Під час «маршу смерті» з Аушвіца в місто Водзіслав-Шльонський ставлення Аліси Орловскі до в'язнів стало гуманнішим: вона заспокоювала в'язнів, спала поруч з ними на землі і приносила їм воду. Деякі історики вважають, що така поведінка Аліси було пов'язано з передчуттям закінчення війни, і що вона передбачала швидкий суд над собою як військового злочинця. У кінцевому підсумку Орловскі виявилася на новому місці служби в Равенсбрюку як наглядачка.
У травні 1945 року Орловський була арештована радянськими військами і екстрадована в Польщу. У 1947 році вона постала перед судом в місті Освенцим як військовий злочинець, і була засуджена до довічного ув'язнення. Але в 1957 році Орловскі була достроково звільнена, відбувши термін у 10 років. Однак в 1975 році Аліса знову опинилася на лаві підсудних під час «3-го процесу Майданека». У 1976 році Аліса Орловський померла під час судового засідання, в віці 73 років.